# Padang Kelapo (Maro Sebo Ulu)
Padang Kelapo is een bestuurslaag in het regentschap Batang Hari van de provincie Jambi, Indonesië. Padang Kelapo telt 2067 inwoners (volkstelling 2010).